# Cirrhochrista chionosticha
Cirrhochrista chionosticha is een vlinder uit de familie van de grasmotten (Crambidae), uit de onderfamilie van de Spilomelinae. De wetenschappelijke naam van deze soort is voor het eerst voorgesteld door Edward Meyrick in een publicatie uit 1936.
De soort komt voor in de Solomonseilanden.